# Serviço de referência
O serviço de referência é o processo de comunicação que tem como principal objetivo, satisfazer as necessidades de informação de determinado grupo de usuários em uma unidade de informação (bibliotecas), tornando suas técnicas como principais fontes práticas para que o usuário seja atendido de maneira eficaz. 
Em uma biblioteca todos os serviços desde a seleção, indexação, catalogação dentre outros, devem ser destinados ao usuário visando atender suas necessidades de modo eficiente, ou seja, todas as atividades prestadas pela biblioteca devem ser totalmente direcionadas para atender as necessidades do usuário.

## Processos de referência
Os processos de referência segundo Grogan (2001, apud DIAS; PIRES, 2005, p. 19), são os seguintes:
- O problema: o processo é iniciado com um problema que atrai a atenção de um usuário;
- A necessidade de informação: explicitação do problema pelo usuário, seja por necessidade de conhecer e compreender, seja por curiosidade ou qualquer outro motivo;
- A questão inicial: o usuário formula a questão e solicita auxílio do bibliotecário; inicia-se o processo de referência, que compreende duas fases: a análise do problema e a localização das respostas às questões;(grifo nosso)
- A questão negociada: o bibliotecário solicita esclarecimentos sobre a questão inicial para atender satisfatoriamente a necessidade do usuário;
- A estratégia de busca: o bibliotecário analisa minuciosamente a questão, identificando seus conceitos e suas relações, para traduzi-la em um enunciado de busca apropriado à linguagem de acesso ao acervo de informações; a seguir, são escolhidos os vários caminhos possíveis para o acesso às fontes especificas para responder a questão apresentada.
- O processo de busca: estabelecimento de estratégias flexíveis que comportem mudança de curso para otimizar a busca;
- A resposta: para a maioria dos casos será encontrada uma resposta, porém isso não constitui o fim do processo, pois a resposta encontrada pode não ser a esperada;
- A solução: o bibliotecário e o usuário devem avaliar se o resultado obtido é suficiente para finalizar o processo de busca.

## Questões de referência
As solicitações dos usuários em uma unidade de informação podem ser classificadas segundo Dias; Pires (2005, p. 20) como:
- Questões simples (factuais): sobre fatos, acontecimentos, definições, etc.; são simples e diretas e podem ser respondidas rapidamente mediante buscas bibliográficas dentro da biblioteca;
- Questões complexas: apresentam dificuldade de recuperação, podendo ou não ser respondidas com fontes bibliográficas ou outros recursos disponíveis na organização ou mesmo fora dela; refere-se às questões que demandam busca e pesquisa para fornecimento de uma resposta mais complexa, requerendo do profissional competência para lidar com as técnicas de manuseio da informação e conhecimento da área do assunto da pergunta.

Podemos concluir que o serviço de referência de uma biblioteca é a atividade na qual o usuário, busca informação com a ajuda do bibliotecário de referência. Este por sua vez possui um papel importante na recuperação da informação para o consulente. O bibliotecário deve investigar os desejos e as necessidades de informação do usuário, consultando o acervo da instituição e utilizando, se necessário, outras estratégias de busca, para que a informação seja encontrada.